# Jarrón de Soissons

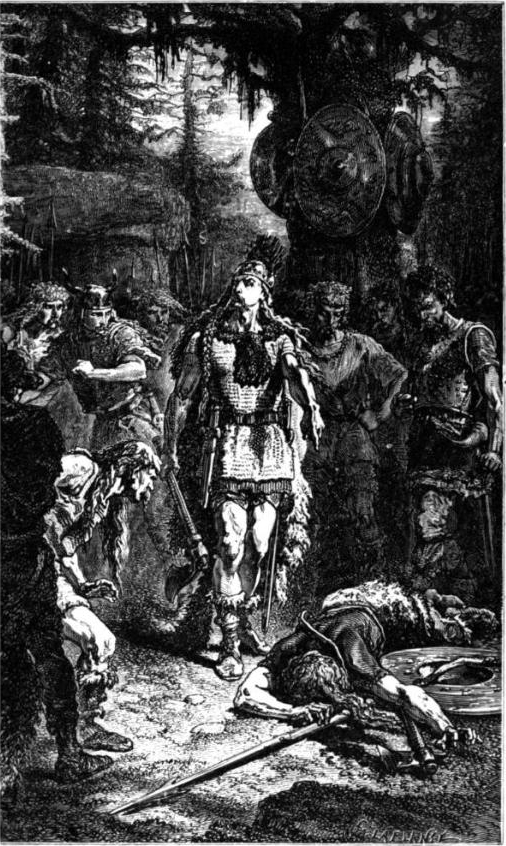
El episodio del vaso de Soissons, grabado para l'Histoire de France de François Guizot, por Alphonse de Neuville, 1883.

La historia del jarrón de Soissons es un mito fundacional de Francia.

## Crónica de Gregorio de Tours

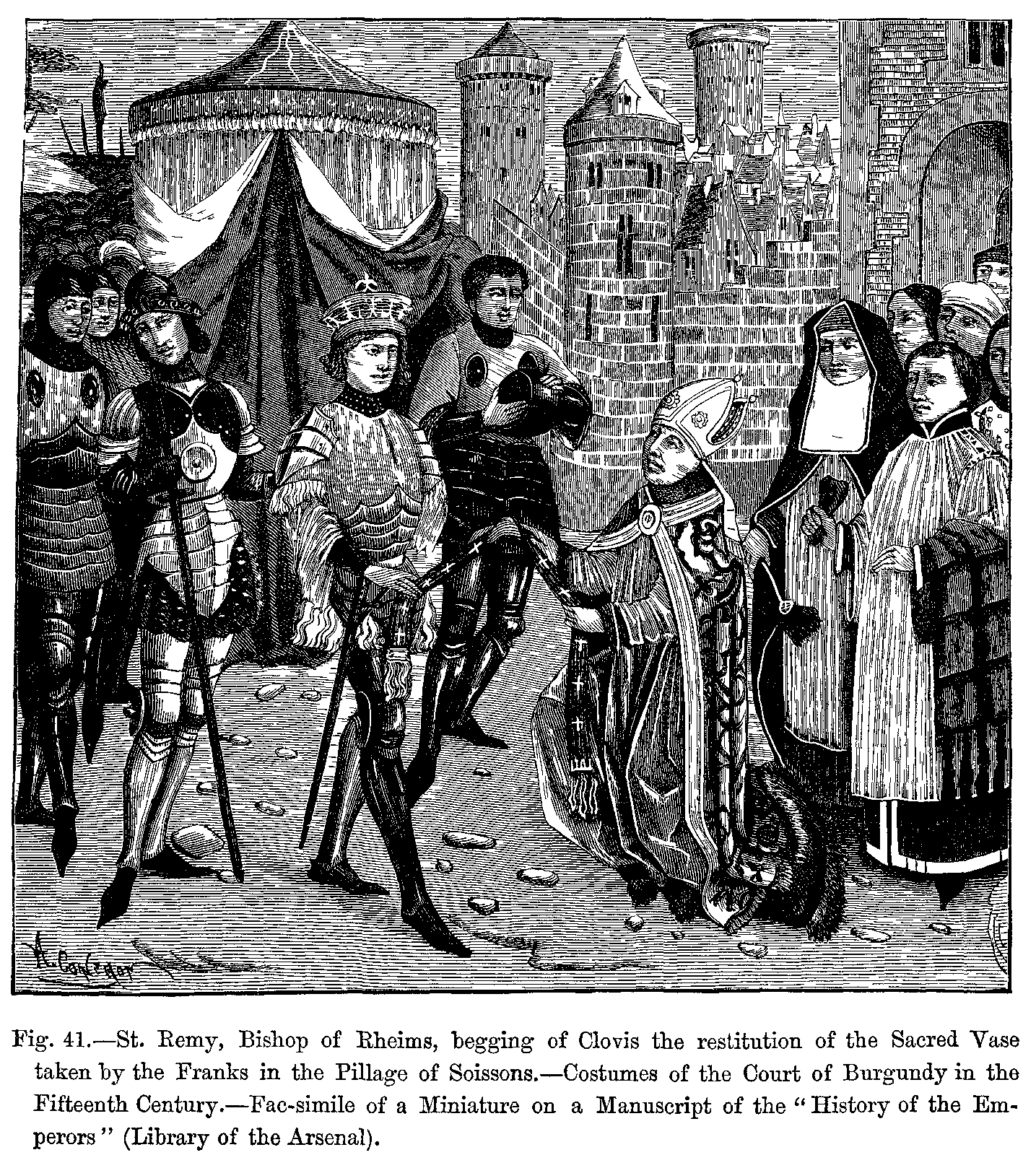
San Rémimo, obispo de Reims, pide a Clodoveo la restitución del Vaso Sagrado tomado por los francos en el saqueo de Soissons.

La historia, que narra en una de sus crónicas Gregorio de Tours, empieza con la petición, después de la batalla de Soissons, por parte del obispo Remigio de Reims a Clodoveo, rey de los francos, de que un jarrón perteneciente a la catedral no pasara a integrar el botín de guerra y fuera restituido a la Iglesia, a lo que Clodoveo accedió.
En el momento en el que se distribuyó el botín, el rey solicitó que además de su parte del botín se le cediera ese jarrón. Aunque en general se aceptó, un soldado disconforme, rompió con su hacha (francisca) el jarrón, añadiendo que solo tendría lo que le correspondía, lo que Clodoveo no recibió muy bien.
Un año más tarde, mientras pasaba revista a sus soldados, Clodoveo reconoció al soldado insolente. Le señaló que sus armas estaban sucias y las echó al suelo. Cuando el soldado se agachó para recogerlas, Clodoveo le partió la cabeza de un hachazo, a la vez que decía: 

¡Esto mismo hiciste tú con el jarrón de Soissons!